# رامون خوسيه كاستيلانو
رامون خوسيه كاستيلانو (بالإسبانية: Ramón José Castellano)‏ هو كاهن كاثوليكي أرجنتيني، ولد في 15 فبراير 1903 في فيلا دولوريس في الأرجنتين، وتوفي في 27 يناير 1979 في قرطبة في الأرجنتين.